# Ki ni Natteru Hito ga Otoko Janakatta
Ki ni Natteru Hito ga Otoko Janakatta (気になってる人が男じゃなかった?), también conocida como The Guy She Was Interested in Wasn't a Guy at All en inglés, es una serie de manga japonesa escrita e ilustrada por Sumiko Arai. Originariamente fue una historia corta publicada en la cuenta de Twitter de Arai entre julio y septiembre de 2021, y comenzó su publicación semanal actual en abril de 2022, antes de ser serializada en Pixiv Comic en abril de 2023. Kadokawa Shoten publicó la serie impresa en el mismo mes, con sus capítulos recopilados en 2 volúmenes tankōbon a partir de febrero de 2024. Se ha anunciado una adaptación al anime.
La serie ha sido un éxito comercial y de crítica, y los críticos elogiaron la historia, las ilustraciones y los personajes. Ganó el premio Next Manga Award 2023 en la categoría de manga web.

## Sinopsis
Aya Oosawa se ha enamorado de la empleada de la tienda de discos que frecuenta. Sin que ella lo sepa, la empleada de la tienda es su compañera de clase Mitsuki Koga. El manga sigue la incipiente relación entre Aya y Mitsuki y su amor compartido por la música mientras experimentan la vida diaria en la escuela secundaria.

## Personajes
Aya Oosawa (大沢 綾 Ōsawa Aya?)
 Seiyū: Akari Kitō (audio drama)
Mitsuki Koga (古賀 美月 Koga Mitsuki?)
 Seiyū: Mariya Ise (audio drama)
Joe (ジョー Jō?)
 Seiyū: Kenjirō Tsuda (audio drama)
Megumu Narita (成田 恵 Narita Megumu?)
 Seiyū: Tasuku Hatanaka (audio drama)
Chizuru (ちづる?)
 Seiyū: Erina Koga (audio drama)
Mao (まお?)
 Seiyū: Nene Hieda (audio drama)

## Contenido de la obra

### Manga
Ki ni Natteru Hito ga Otoko Janakatta está escrita e ilustrada por Sumiko Arai y comenzó a serializarse en Pixiv Comic el 29 de abril de 2023. Kadokawa Shoten comenzó a publicar la serie en forma impresa en el mismo mes, con sus capítulos recopilados en 2 volúmenes tankōbon a partir de febrero de 2024.
Arai anunció el 3 de abril de 2024 que la serie recibirá un lanzamiento oficial en inglés junto con otros lanzamientos internacionales, y Yen Press anunció más tarde el 26 de abril que licenciaron la serie para su publicación en inglés.
| Volúmenes de manga publicados | Volúmenes de manga publicados | Volúmenes de manga publicados |
| Número                        | Fecha de lanzamiento          | ISBN                          |
| ----------------------------- | ----------------------------- | ----------------------------- |
| 1                             | 19 de abril de 2023           | ISBN 978-4-04-681732-7        |
| 2                             | 27 de febrero de 2024         | ISBN 978-4-04-683173-6        |
| 3                             | 20 de febrero de 2025         | ISBN 978-4-04-684257-2        |

### Anime
Arai anunció una adaptación al anime en su cuenta de X y Kadokawa Shoten el 20 de febrero de 2025.

### Otros medios
Apple Music y Spotify lanzaron una lista de reproducción oficial que contiene canciones que Mitsuki y Aya escuchan a lo largo de la serie para coincidir con el lanzamiento del primer volumen, con artistas como Nirvana, Turnstile y Royal Blood, entre otros.
Una tienda temporal que vende productos de la serie estuvo abierta en Ikebukuro del 15 al 24 de septiembre y en Nagoya del 30 de septiembre al 9 de octubre de 2023.
Se lanzó una adaptación en audio drama el 24 de abril de 2024.

## Recepción
El primer volumen vendió 150.000 copias en una semana desde su lanzamiento. Para septiembre de 2023, la serie tenía 200.000 copias en circulación.
La serie ganó el premio Next Manga Award 2023 en la categoría de manga web. La serie ocupó el segundo lugar en la lista de "Libro del año" de 2023 de la revista Da Vinci. La serie ocupó el segundo lugar en la lista Kono Manga ga Sugoi! de Takarajimasha de los mejores mangas de 2024 para lectoras femeninas.
Un columnista de Animate Times elogió la obra de arte, en particular su uso del color, y la progresión de la historia. Momo Tachibana de Real Sound elogió a los personajes principales y sus interacciones, describiéndolas como comprensibles. Erica Friedman sintió que la historia "no era la primera de su tipo", pero que manejaba su tema mejor que series similares. Friedman también elogió la obra de arte y su uso del negro, el blanco y el verde.